# Декларација четири нације
Декларација четири нације о општој безбедности, позната и као Декларација четири силе, потписана је 30. октобра 1943. године на Московској конференцији од стране велике четворке: САД, Велика Британија, Совјетски Савез и Кина. Ова декларација је формално успоставила оквир сарадње четири велике силе који је касније утицао на међународни поредак у послератном свету. Била је једна од четири декларације потписане на конференцији; остале су биле Декларација о Италији, Декларација о Аустрији и Декларација о немачким злочинима.

## Историјски контекст
Током Другог светског рата, савезници су препознали неопходност заједничког деловања у циљу осигурања трајног мира након рата. Идеја о стварању опште међународне организације, која би спречила избијање будућих сукоба, постепено је добијала на значају. Четири велике силе — САД, Велика Британија, Совјетски Савез и Кина — сматране су кључним актерима у овом процесу, што је довело до формализације њихове сарадње кроз ову декларацију.

## Доношење декларације
На Квебечкој конференцији у августу 1943. године, амерички државни секретар Кордел Хол и британски министар спољних послова Ентони Идн договорили су се да израде декларацију која ће садржати позив за „општу међународну организацију, засновану на принципу суверене једнакости свих нација.“
Декларацију су саставили саветници америчког Стејт департмента, попут Самнера Велса. Хол је представио нацрт председнику Франклину Д. Рузвелту 10. августа 1943. године. Предлог је одбацио идеју о регионалним саветима, коју је заговарао британски премијер Винстон Черчил, у корист стварања опште међународне организације након рата.
У нацрту је изостављено питање евентуалног формирања сталних мировних снага, што је могло бити спорно. Уместо тога, циљ је био да се што пре створи „општа међународна организација.“
Рузвелт је о предлогу разговарао са Черчилом и Идном у Квебеку, нагласивши да декларација „ни на који начин не предрасуђује коначне одлуке о светском поретку“ и да је реч о привременом споразуму. Черчил и Рузвелт су се сложили да декларација буде приоритет на Московској конференцији, али Стаљин је желео да се конференција фокусира на текући рат против Немачке.
Совјети су се противили укључивању Републике Кине као четврте велике силе, званично тврдећи да је конференција планирана као састанак три велике силе (САД, Велика Британија и Совјетски Савез). Рузвелт је сумњао да је прави мотив Стаљина избегавање провоцирања Јапана, са којим је Совјетски Савез имао пакт о неутралности из 1941. године. Черчил је сматрао да Стаљин има сличну резерву према признавању Кине као велике силе.